# Kuća nad magazom
Kuća nad magazom je vrsta tradicionalne seoske kuće u sjeveroistočnoj Bosni. Na području tuzlanske općine to je najzastupljenija vrsta tradicionalne kuće. Najviše ih je očuvano u hrvatskim selima (Mramor, Dokanj, Ljepunice, Jarići, Donje Breške, Svojtina). Građevinski materijali su ćerpič, šeper i cigla. Krov može biti četveroslivni ili dvoslivni. Za odvođenje dima imaju "badžu" na krovu. Ako imaju stubište, nalazi se s vanjske strane. "Milać" kućama nije ograđen, ponekad imaju ogradu. Okućnice danas nisu sačuvane u pravom smislu riječi. Od pratećih objekata pojavljuju se ambar, štala, kokošinjac. Pod u sobi je od dasaka, a u "kući" od nabijene ilovače. Ognjište je uz pregradni zid. "Kuća" ima dva ulaza. Ova je vrsta kuće polukatnica. Zbog prilagođavanja prizemne kuće nagibu terena, dodana je "magaza" ispod prizemlja. Zidovi magaze su od grubog kamena, ponekad brvna. "Kuća" je od tamnih brvna. Sobe su od šepera obljepljenog blatom, ožbukanih bijelo.